# Hesperothamnus purpusii
Hesperothamnus purpusii är en ärtväxtart som först beskrevs av Hermann August Theodor Harms, och fick sitt nu gällande namn av Hermann August Theodor Harms. Hesperothamnus purpusii ingår i släktet Hesperothamnus och familjen ärtväxter. Inga underarter finns listade i Catalogue of Life.